# Jerónimo Costa
Jerónimo Costa ou Gerónimo Costa né en 1808 à Marcos Paz (Villamayor), province de Buenos Aires, mort le 2 février 1856, est un militaire argentin, colonel d’infanterie dans l’armée de Juan Manuel de Rosas, exécuté sans procès après une défaite contre l’armée de la province de Buenos Aires, à l’époque où celle-ci était séparée du reste de la Confédération argentine. 

## Biographie
Jerónimo Costa rejoint l’armée de sa province pour s'engager contre l’empire du Brésil et participe à la bataille d'Ituzaingó. À la tête de l’escorte du gouverneur Manuel Dorrego, au moment de son renversement, il refuse de remettre le fort de Buenos Aires à l’usurpateur Juan Lavalle, et sera arrêté pendant plusieurs mois.
En 1831, il fit campagne contre la Ligue unitarienne de l’intérieur, puis participa à la campagne du désert menée par Rosas en 1833.

## Généalogie
Jerónimo Costa est le fils de Juan Antonio Costa Núñez et de Sabina Villagra y Morales. Son grand-père, Gabriel Coste, né le 11 juillet 1740 à Collonges-la-Rouge (Corrèze), en France, émigre en Argentine et hispanise son nom.
Un de ses neveux José A. Terry, a été ministre des Relations extérieures, du Commerce international et du Culte, sous trois présidents argentins.
Jerónimo Costa a épousé Juana Núñez Sinforosa María de la Torre le 13 octobre 1772.